# Tirumala septentrionis
Tirumala septentrionis is een vlinder uit de familie Nymphalidae, onderfamilie Danainae.
De wetenschappelijke naam van de soort is voor het eerst geldig gepubliceerd in 1874 door Arthur Gardiner Butler.

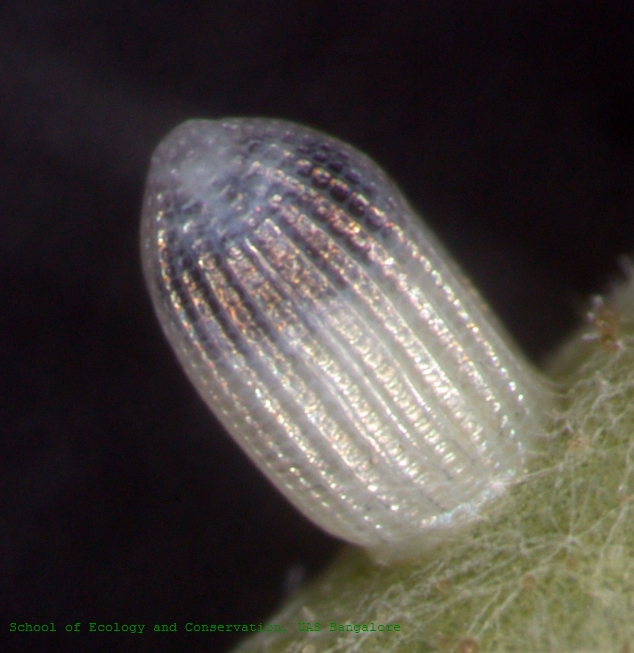
Ei
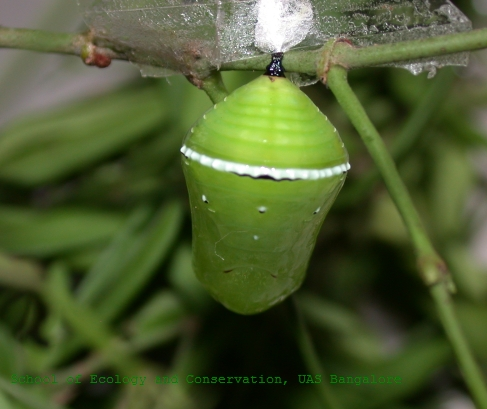
Pop